# 크리스티안 에어호프
크리스티안 에어호프(독일어: Christian Ehrhoff, 1982년 7월 6일~)는 독일의 전직 아이스하키 선수이다. 현역 시절에 내셔널 하키 리그(NHL)와 도이체 아이스하키 리가에서 활동했으며, 공격적인 성향의 수비수로 잘 알려져 있다.
NHL에서 뛰기 전에는 모국인 독일의 프로 아이스하키 리그인 도이체 아이스하키 리가(DEL)의 크레펠트 펭귄스와 3부 리그인 오버리가의 EV 뒤스부르크에서 뛰었으며 2003년 도이체 리가에서 우승하였다. 2001년 NHL 신인 드래프트 때 산호세 샤크스에게 지명된 에어호프는 2003-2004 시즌에 북아메리카로 건너갔으며 샤크스에 정식으로 입단하기 전에 샤크스의 리저브 형태의 팀인 아메리칸 하키 리그(AHL)의 클리블랜드 배런스에서 1년 반 동인 뛰었으며 이후 샤크스에서 6번의 시즌을 보냈다. 2009년에 밴쿠버 커넉스로 트레이드되었으며, 그 팀에서 2시즌간 뛰면서 보스턴 브루인스와 겨룬 2011년 스탠리컵 파이널 진출에 기여하였고 밴쿠버 커넉스에서 최고의 수비수에게 주는 상인 베이브 프랫 트로피를 받았다. 
독일 국가대표 선수로도 활약하여 대표팀의 핵심 전력으로 뛰었으며, 118경기에 출전, 4번의 올림픽, 6번의 세계 선수권 대회, 월드컵 1회에 참가했다. 또 2016년 월드컵에는 유럽팀의 일원으로 참가하여 준우승을 차지했고, 마지막 국제 대회인 2018년 동계 올림픽에서는 은메달을 획득하여 독일 아이스하키 대표팀 최초의 올림픽 은메달을 획득했다.

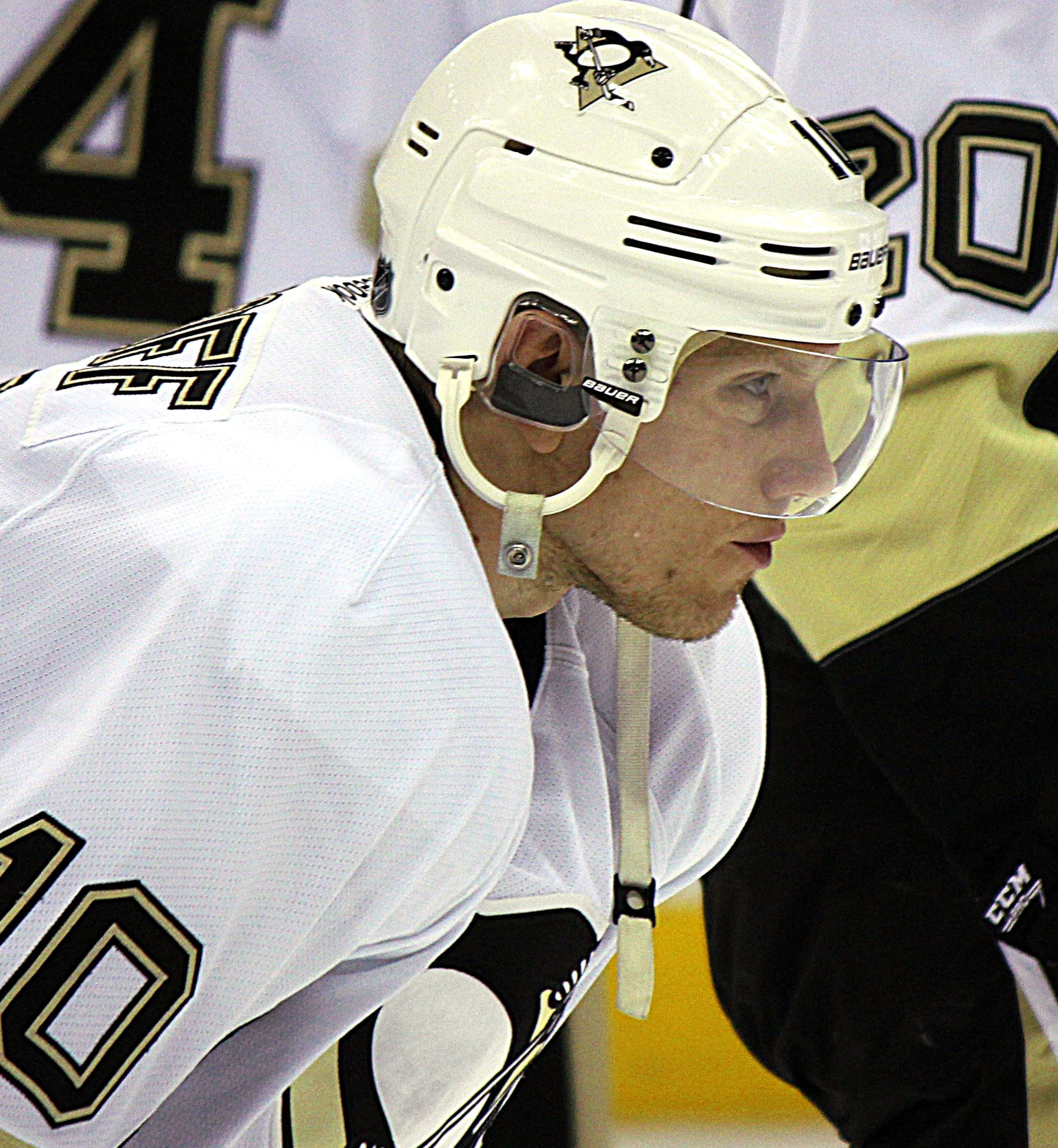
2014년 12월 13일 피츠버그 펭귄스와 콜럼버스 블루재키츠와의 경기에서의 에어호프

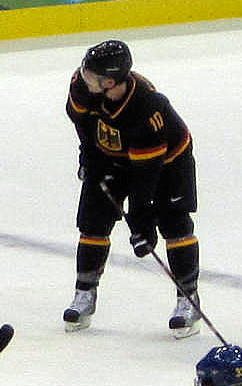
2010년 동계 올림픽 스웨덴전 당시의 에어호프